# Amyna spoliata
Amyna spoliata är en fjärilsart som beskrevs av Walker 1857. Amyna spoliata ingår i släktet Amyna och familjen nattflyn. Inga underarter finns listade i Catalogue of Life.